# Argentinas Grand Prix 1956
Argentinas Grand Prix 1956 var det första av åtta lopp ingående i formel 1-VM 1956.  

## Resultat
- 1 Luigi Musso, Ferrari[1], 4 poäng
- = Juan Manuel Fangio, Ferrari[1], 4+1
- 2 Jean Behra, Maserati, 6
- 3 Mike Hawthorn, BRM (Maserati), 4
- 4 Chico Landi, Maserati[2], 1½
- = Gerino Gerini, Maserati[2], 1½
- 5 Olivier Gendebien, Ferrari, 2
- 6 Alberto Uria, Alberto Uria (Maserati)[3]
- = Oscar González, Alberto Uria (Maserati)[3]

### Förare som bröt loppet
- Stirling Moss, Maserati (varv 81, motor)
- Peter Collins, Ferrari (58, olycka)
- Luigi Piotti, Luigi Piotti (Maserati) (57, olycka)
- Carlos Menditéguy, Maserati (42, bakaxel)
- Eugenio Castellotti, Ferrari (40, växellåda)
- José Froilán González, Maserati (24, motor)
- Juan Manuel Fangio, Ferrari[4] (22, bränslepump)